# ابوذر (کتاب)
ابوذر عنوان کتابی‌است به ترجمه و نگارش علی شریعتی، نویسنده معاصر ایرانی دربارهٔ ابوذر غفاری، از نخستین صحابی پیامبر اسلام که به نقل زندگی وی و فداکاری‌های وی در جنگ‌های اسلام می‌پردازد. عنوان اصلی کتاب، ”ابوذر غفاری، سوسیالیست خداپرست”، نوشته عبدالحمید جودةالسحار نویسنده مصری است که توسط علی شریعتی ترجمه و نگارش یافته‌است. عنوان کنونی کتاب در دو دفتر تنظیم شده‌است که دفتر دوم بعدها به آن افزوده شده‌است.
این کتاب نخستین اثر مترجم است که مقدمه‌ای هم نیز بدان افزوده‌است.
مترجم شخصیت ابوذر را فردی انقلابی می‌داند که براساس عقاید سوسیالیستی‌اش دست به اعتراض نسبت به خلافت وقت می‌زند. در توضیح بیشتر در صفحه ۲۱۱ کتاب می‌گوید:
وی خط اصلی مبارزه‌اش را مبارزه با تبعیض طبقاتی برای استقرار عدالت تعیین کرد و چون این دو شعار نیز چنان وسیع است که خلیفه نیز می‌تواند آن را اعلام کند و به وسیله دستگاه‌های تبلیغاتی خلافت، یعنی منبرها و محراب‌ها عمال تبلیغاتی اسلام رسمی حاکم، محدثان و مبلغان و وعاظ و مفسران و فقها و حکما... چنان توجیه و تاویل می‌شود که از اثر بیفتد (چنان‌که در تشیع صفوی، امامت و عدالت و عاشورا و شهادت و غصب و لایت و اعتقاد به منجی موعود... چنین شد و پوسته‌اش ماند و خیلی هم رنگ و رونق زده و مغزش خالی‌شده و از زهر پر شده داروی خواب و خرافه) این بود که ابوذر– به عنوان درسی نیز به آن‌ها که چون او می‌کوشند اسلامشان «اسلام علی‌وار محمد» باشد– به قرآن بازگشت و شعارش را از او گرفت.
«والذین یکنزون الذهب و الفضه و لا ینفقونها فی سبیل الله فبشرهم بعذاب الیم. یوم یحمی علیها فی نار جهنم فتکوی بها جباههم و جنوبهم و ظهورهم هذا ما کنزتم لانفسکم فذوقوا ما کنتم تکنزون» (توبه:۳۵–۳۴) 